# I liga czeska w rugby (2013/2014)
I liga czeska w rugby (2013/2014) – dwudziesta pierwsza edycja drugiej klasy rozgrywkowej w rugby union w Czechach. Zawody odbywały się w dniach 8 września 2013 – 25 maja 2014 roku.
W zawodach zwyciężyła drużyna TJ Sokol Mariánské Hory, która po trzydziestu jeden latach powróciła do najwyższej klasy rozgrywkowej. Drugi w tabeli zespół RC Havířov zrezygnował z prawa do udziału w barażu z udziałem przedostatniego zespołu Ekstraligi, RC Dragon Brno.

## System rozgrywek
Rozgrywki ligowe prowadzone były dla ośmiu uczestniczących drużyn systemem kołowym według modelu dwurundowego w okresie jesień-wiosna. Najlepszy zespół uzyskał awans do najwyższej klasy rozgrywkowej, drugi zaś otrzymał szansę awansu w dwumeczowym barażu z przedostatnią drużyną Ekstraligi.
Ogłoszenie terminarza rozgrywek nastąpiło pod koniec lipca 2013 roku.

## Drużyny
| Klub                    | Miasto                 |
| ----------------------- | ---------------------- |
| RC Slovan Bratysława    | Bratysława             |
| RC Havířov              | Hawierzów              |
| TJ Sokol Mariánské Hory | Mariánské Hory–Ostrawa |
| RC Olomouc              | Ołomuniec              |
| RK Petrovice            | Petrovice, Praga 10    |
| ARC Iuridica Praha      | Praga                  |
| RC Přelouč              | Přelouč                |
| RC Zlín                 | Zlin                   |

## Mecze
| Nr            | Data          | Mecz                                         | Wynik         |               | Nr            | Data                                         | Mecz          | Wynik |
| I. kolejka    | I. kolejka    | I. kolejka                                   | I. kolejka    | II. kolejka   | II. kolejka   | II. kolejka                                  | II. kolejka   |       |
| ------------- | ------------- | -------------------------------------------- | ------------- | ------------- | ------------- | -------------------------------------------- | ------------- | ----- |
| 1             | 8.9. 14:00    | ARC Iuridica Praha – RC Havířov              | 13:27         | 5             | 15.9. 14:00   | ARC Iuridica Praha – RC Zlín                 | 07:45         |       |
| 2             | 8.9. 14:00    | SR Mariánské Hory – RC Olomouc               | 51:05         | 6             | 15.9. 13:00   | 1. RC Slovan Bratislava – RC Přelouč         | 07:31         |       |
| 3             | 8.9. 13:30    | RK Petrovice – 1. RC Slovan Bratislava       | 49:10         | 7             | 15.9. 14:00   | RC Olomouc – RK Petrovice                    | 27:43         |       |
| 4             | 8.9. 13:00    | RC Přelouč – RC Zlín                         | 31:25         | 8             | 15.9. 14:00   | RC Havířov – SR Mariánské Hory               | 33:24         |       |
| III. kolejka  | III. kolejka  | III. kolejka                                 | III. kolejka  | IV. kolejka   | IV. kolejka   | IV. kolejka                                  | IV. kolejka   |       |
| 9             | 22.9. 14:00   | SR Mariánské Hory – ARC Iuridica Praha       | 78:05         | 13            | 29.9. 14:00   | ARC Iuridica Praha – 1. RC Slovan Bratislava | 10:25         |       |
| 10            | 22.9. 13:30   | RK Petrovice – RC Havířov                    | 11:05         | 14            | 29.9. 14:010  | RC Olomouc – RC Zlín                         | 38:13         |       |
| 11            | 22.9. 13:00   | RC Přelouč – RC Olomouc                      | 49:05         | 15            | 29.9. 14:00   | RC Havířov – RC Přelouč                      | 22:20         |       |
| 12            | 22.9. 14:00   | RC Zlín – 1. RC Slovan Bratislava            | 30:21         | 16            | 29.9. 14:00   | SR Mariánské Hory – RK Petrovice             | 71:15         |       |
| V. kolejka    | V. kolejka    | V. kolejka                                   | V. kolejka    | VI. kolejka   | VI. kolejka   | VI. kolejka                                  | VI. kolejka   |       |
| 17            | 6.10. 13:30   | RK Petrovice – ARC Iuridica Praha            | 35:17         | 21            | 20.10. 14:00  | ARC Iuridica Praha – RC Olomouc              | 20:20         |       |
| 18            | 6.10. 14:00   | RC Přelouč – SR Mariánské Hory               | 16:22         | 22            | 20.10. 14:00  | RC Havířov – 1. RC Slovan Bratislava         | 55:00         |       |
| 19            | 6.10. 14:00   | RC Zlín – RC Havířov                         | 17:26         | 23            | 20.10. 14:00  | SR Mariánské Hory – RC Zlín                  | 62:07         |       |
| 20            | 6.10. 13:00   | 1. RC Slovan Bratislava – RC Olomouc         | 34:22         | 24            | 20.10. 13:30  | RK Petrovice – RC Přelouč                    | 31:12         |       |
| VII. kolejka  | VII. kolejka  | VII. kolejka                                 | VII. kolejka  | VIII. kolejka | VIII. kolejka | VIII. kolejka                                | VIII. kolejka |       |
| 25            | 27.10. 14:00  | RC Přelouč – ARC Iuridica Praha              | 67:05         | 29            | 6.4. 14:00    | RC Havířov – ARC Iuridica Praha              | 65:00         |       |
| 26            | 10.11 14:00   | RC Zlín – RK Petrovice                       | 12:32         | 30            | 6.4. 14:00    | RC Olomouc – SR Mariánské Hory               | 15:61         |       |
| 27            | 27.10. 13:00  | 1. RC Slovan Bratislava – SR Mariánské Hory  | 00:70         | 31            | 6.4. 14:00    | 1. RC Slovan Bratislava – RK Petrovice       | 07:51         |       |
| 28            | 27.10. 14:00  | RC Olomouc – RC Havířov                      | 00:34         | 32            | 6.4. 13:00    | RC Zlín – RC Přelouč                         | 26:46         |       |
| IX. kolejka   | IX. kolejka   | IX. kolejka                                  | IX. kolejka   | X. kolejka    | X. kolejka    | X. kolejka                                   | X. kolejka    |       |
| 33            | 13.4. 14:00   | RC Zlín – ARC Iuridica Praha                 | 34:10         | 37            | 19.4. 13:00   | ARC Iuridica Praha – SR Mariánské Hory       | 14:49         |       |
| 34            | 13.4. 14:00   | RC Přelouč – 1. RC Slovan Bratislava         | 32:00         | 38            | 20.4. 14:00   | RC Havířov – RK Petrovice                    | 39:10         |       |
| 35            | 13.4. 13:30   | RK Petrovice – RC Olomouc                    | 63:00         | 39            | 20.4. 14:00   | RC Olomouc – RC Přelouč                      | 07:38         |       |
| 36            | 13.4. 14:00   | SR Mariánské Hory – RC Havířov               | 31:14         | 40            | 20.4. 14:00   | 1. RC Slovan Bratislava – RC Zlín            | 16:17         |       |
| XI. kolejka   | XI. kolejka   | XI. kolejka                                  | XI. kolejka   | XII. kolejka  | XII. kolejka  | XII. kolejka                                 | XII. kolejka  |       |
| 41            | 27.4. 14:00   | 1. RC Slovan Bratislava – ARC Iuridica Praha | 36:18         | 45            | 4.5. 16:00    | ARC Iuridica Praha – RK Petrovice            | 14:36         |       |
| 42            | 26.4. 15:00   | RC Zlín – RC Olomouc                         | 27:10         | 46            | 4.5. 14:00    | SR Mariánské Hory – RC Přelouč               | 44:17         |       |
| 43            | 11.5. 14:00   | RC Přelouč – RC Havířov                      | 12:34         | 47            | 4.5. 14:00    | RC Havířov – RC Zlín                         | 68:03         |       |
| 44            | 27.4. 14:00   | RK Petrovice – SR Mariánské Hory             | 14:33         | 48            | 4.5. 14:00    | RC Olomouc – 1. RC Slovan Bratislava         | 45:10         |       |
| XIII. kolejka | XIII. kolejka | XIII. kolejka                                | XIII. kolejka | XIV. kolejka  | XIV. kolejka  | XIV. kolejka                                 | XIV. kolejka  |       |
| 49            | 17.5. 15:00   | RC Olomouc – ARC Iuridica Praha              | 27:21         | 53            | 25.5.         | ARC Iuridica Praha – RC Přelouč              | 18:38         |       |
| 50            | 18.5. 14:00   | 1. RC Slovan Bratislava – RC Havířov         | 09:55         | 54            | 25.5. 13:30   | RK Petrovice – RC Zlín                       | 85:3          |       |
| 51            | 18.5. 14:00   | RC Zlín – SR Mariánské Hory                  | 03:49         | 55            | 24.5. 16:00   | SR Mariánské Hory – 1. RC Slovan Bratislava  | 69:0          |       |
| 52            | 18.5. 14:00   | RC Přelouč – RK Petrovice                    | 57:20         | 56            | 25.5 14:00    | RC Havířov – RC Lokomotiva Olomouc           | 75:10         |       |